# Рябушковский сельский совет (Лебединский район)
Рябушковский сельский совет (укр. Рябушківська сільська рада) — входит в состав
Лебединского района
Сумской области
Украины.
Административный центр сельского совета находится в 
с. Рябушки
.

## Населённые пункты совета
- с. Рябушки
- с. Костев
- с. Куриловка
- с. Пивничное
- с. Ольшанка